# El observador (RCTV)
El observador fue el noticiario de la ya desaparecida televisora venezolana Radio Caracas Televisión. A lo largo de los años, fue evolucionando desde sus inicios bajo el patrocinio de empresas petroleras hasta el final de la concesión del canal para la transmisión de sus contenidos mediante televisión por suscripción en el territorio venezolano.

## Historia
El 16 de noviembre de 1953, sale por primera vez al aire como El Observador Creole, llamado así por ser  patrocinado por la empresa petrolera Creole Petroleum Corporation. 
Sus emisiones duraban sólo 15 minutos y se transmitían siempre a las 08:00 pm. Este noticiero se mantuvo en Radio Caracas Televisión hasta 1972, cuando Creole Petroleum Corporation firma contrato con Cadena Venezolana de Televisión (hoy Venezolana de Televisión), pasándose a llamar "Noticiero Creole". En un principio iba a conservar su nombre original, pero tuvo que ser modificado por un tema de derechos del nombre. 
La gerencia de Radio Caracas Televisión decidió entonces crear su División Informativa, después denominada Dirección de Información y Programas de Opinión y rebautizó su espacio de noticias con el nombre de El observador venezolano, con 4 emisiones diarias: una a las 06:30 am, otra a las 08:30 am (emisiones matutinas), la tercera a las 12:00 pm (emisión meridiana) y finalmente la última a las 11:00 pm (emisión estelar, la cual ocasionalmente variaba de horario y se transmitía a las 10:00 pm). 
Desde 1983, este noticiero pasó a llamarse El observador. En 1996, el noticiero empezó a poseer su sitio web.

### Centro Nacional de Noticias

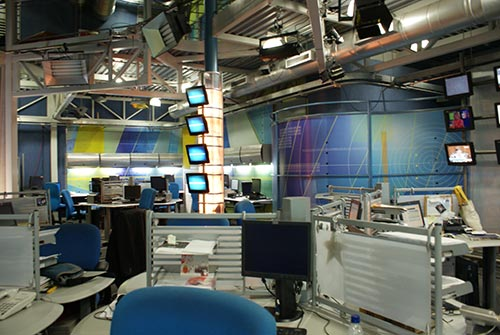
El
Centro Nacional de Noticias de RCTV.

El 18 de julio de 2005, se inauguró el Centro Nacional de Noticias que contó con tres modernos estudios equipados con tecnología reciente, una Sala de Prensa con 35 estaciones de trabajo, 10 cabinas de edición, 10 estaciones de visualización, un departamento de digitalización, una sala gráfica, una sala para la recepción de satélite y sistema de microondas.
En materia de equipos, el Centro Nacional de Noticias, que sirvió de sede a "El observador", también tenía seis cámaras robotizadas y una cámara inalámbrica, un sistema de iluminación integral a base de luces frías y espacios insonorizados.
Luego del cierre de RCTV los 49 dias estuvo en la emisora Radio Caracas Radio. También fue transmitido por un breve tiempo a través de Globovisión a las 16:30h gracias a un convenio.

### RCTV Internacional
El 16 de julio de 2007, RCTV inauguró RCTV Internacional, un canal por suscripción que fue creado debido al cese de la concesión venezolana a dicho canal, por lo cual todos sus programas volvieron al aire entre ellos este noticiero.  
El problema para poder producir el noticiero, fue que desde, el 25 de mayo el Tribunal Supremo de Justicia decidió prestar las antenas, los sistemas de microondas, entre otros al canal TVes (Televisora Venezolana Social) para que pudiese iniciar su programación.  
El noticiero no pudo transmitir las noticias en vivo y su gerencia decidió grabar en el estudio y llevar rápidamente el material a la sede de Quinta Crespo de la televisora por medios de transporte. Sin embargo se siguió produciendo como antes, pero sin la posibilidad de transmitir en vivo. 
En sus últimos años, tras el final de la concesión de RCTV, el noticiero paso a emitirse mediante su página web el 24 de agosto de 2011, y a los días por la señal del canal Caracol Internacional en el horario de 12:00 am, hasta que esta emisión fue cancelada de manera definitiva el 24 de abril de 2012. 
El espacio noticioso cesó sus transmisiones el 24 de abril de 2012 después de casi 60 años al aire, debido a que la planta televisiva cruzó por una crisis tal que, por órdenes del presidente de las Empresas 1BC, Marcel Granier fueron despedidos los trabajadores del espacio.

### Actualidad
Luego de su última emisión en 2012, el observador funcionaba como página web bajo el nombre El Observador Latino para los acontecimientos informativos hasta qué se discontinuo repentinamente. En 2020 luego que la empresa lanzó RCTV Play en julio de ese año, tiene una sección de noticias pero casi se relanza el noticiero pero no concretó por su desactivación en 2021.

## Presentadores principales
| - Mary Luz Díaz - Yajaira Vera - Alba Cecilia Mujica - Sergio Novelli - Eladio Lárez (actual presidente de RCTV) - Inés Sancho - Guillermo Vilchez - Manuel Correa - Mercedes Pérez Osuna - William Bracamonte - Leda Santo Domingo - Ana Maria Fernandez - Laura Furcic - William Rey - Maricarmen Sobrino - Jesús Leandro - Freddy Andrade Alvarado - Federico Nedwetzki - Ana María Fernández - Jaime Suárez - Josefina Alvins - Jenireé Blanco - Rafael Poleo - Martin Pacheco - José Domingo Blanco - Paúl Esteban - Víctor Hugo Bracamonte - Shia Bertoni - Kristina Wetter - Tinedo Guía - Eva Gutierrez - Ana Virginia Escobar - Ruth Villalba - Miguel Ángel Rodríguez - Anna Vaccarella - Adrián Barros - María Elena Useche - Mariana Carlés - Giwalia Parra - Valeria Murgich - Zoraida Orcial - Pedro Guerrero - Roxana Castillo - Alejandro Tastets - Mary Montes - Ana Virginia Escobar - Mariluz Palacios - Andrés Mendoza - Teresa Lomelli - Érika Paz - Francia Sánchez - Eyla Adrián | Presentadores anteriores hoy fallecidos: - Francisco Amado Pernía - Cristóbal Rodríguez Pantoja - Pedro Montes - Guillermo Vilchez - Gilberto García Escalante - Carlos Quintana Requena - Antonio José Marcano - María Teresa Weissacher - Luis Enrique Rodríguez - Julián Isaac - Javier García Flores - Natalia Sayalero - Franklin Villasmil |

## Edición
| Edición           | Horario           | Secciones |
| ----------------- | ----------------- | --- |
| Emisión Matutina  | 06:30 am 08:30 am | Política y Economía Noticias regionales Sucesos Deportes Internacionales Información general La entrevista en El Observador |
| Emisión Meridiana | 12:00 pm          | Noticias nacionales Noticias regionales Noticias variadas Arte y espectáculos                                               |
| Emisión Estelar   | 11:00 pm          | Sucesos Noticias regionales Deporte Internacionales Política y Economía                                                     |

## Camarógrafos
- Juan de Dios Medina